# Walenty Stefański
Walenty Maciej Stefański (* 12. Februar 1813 in Śródka; † 30. Juni 1877 in Pelplin) war ein polnischer Publizist und Revolutionär.

## Leben
Walenty Stefański stammte aus einer Familie von Fischern. Dennoch konnte er für kurze Zeit das Gymnasium besuchen. Anschließend absolvierte er in Posen eine Lehre in der Deckerschen Hofdruckerei und bildete sich autodidaktisch weiter. Im Jahr 1831 ging er illegal über die Grenze von Preußen nach Russland, um am Novemberaufstand teilzunehmen. Nach seiner Rückkehr waren er und seine Familie Repressionen ausgesetzt.
Im Jahr 1838 oder 1839 eröffnete er eine Buchhandlung und eine Druckerei. Bislang war diese Branche in der Region zumeist in deutscher oder jüdischer Hand. Er veröffentlichte volkstümliche religiöse und historische Schriften und vertrieb auch eingeschmuggelte verbotene politische Werke. Stefański verfügte auch über Kontakte zu Emigranten in Westeuropa.
Nach 1840 verstärkten sich im Großherzogtum Posen die polnischen politischen Bestrebungen. Stefański gründete 1842/43 die Plebeische Union und gab auch eine Zeitung heraus. Diese Bewegung sollte eine politische Massenorganisation der polnischen Bauern und Handwerker werden. Er vertrat einen Frühsozialismus|utopischen Sozialismus und forderte die Wiederherstellung des polnischen Staates in seinen alten Grenzen. Im neuen Polen sollte es keine Standesunterschiede mehr geben, der Boden sollte gleichmäßig verteilt werden und jeder sollte das Recht auf Arbeit haben.
Von den Behörden wurde er kommunistischer Umtriebe verdächtigt. Er entwickelte sich in der Folge zu einem der umtriebigsten Untergrundaktivisten und brach mit dem gemäßigten Posener Komitee um Karol Libelt.
Mit anderen Radikalen plante Stefański einen Aufstand gegen die preußische Herrschaft. Der Plan schlug fehl und die Behörden wurden aufmerksam. Stefański bemühte sich um Kontakte über die Grenzen in den österreichisch und russisch beherrschten Teilen Polens. Er kritisierte 1845 die Untätigkeit des Posener Komitees und plante, dieses mit seinen Anhängern zu übernehmen. Er wurde denunziert und verhaftet. In der Zwischenzeit war 1846 ein Aufstandsversuch in Posen gescheitert. Beim Polenprozess in Berlin konnte ihm keine Schuld nachgewiesen werden und er wurde Ende 1847 freigesprochen.
Zurück in Posen wurde er eine der treibenden Kräfte für den Aufstand von 1848. Am 20. März 1848 organisierte er eine Volksversammlung, die ein nationales Komitee zur Führung wählte. Stefański wurde in das Komitee gewählt, in dem aber die Gemäßigten die Mehrheit hatten. Er gab mit der Gazeta Polska eine polnischsprachige Zeitung heraus. In der folgenden Zeit näherte er sich der gemäßigten Mehrheit des nationalen Komitees an. Am 11. April unterschrieb er im Namen des Komitees das Abkommen von Jarosławiec. Auf dem Höhepunkt des Aufstandes plädierte er für eine Guerillataktik der Aufständischen.
In der folgenden Zeit bis 1850 gehörte er zu den führenden Mitgliedern der Liga Polska. Er gab auch weiterhin verschiedene Zeitungen heraus. Nachdem die Behörden seine Druckerei 1851 schlossen, wurde er Kaufmann. Er war dabei wirtschaftlich nicht erfolgreich. Im Jahr 1853 ging er nach Pommerellen. In den Jahren 1863 und 1864 wurde er wegen politischer Delikte inhaftiert. In seinen letzten Jahren wandte er sich dem Mystizismus zu.